# ALIVE (雷鼓の曲)
「ALIVE」（アライブ）とは、日本のバンド、雷鼓の楽曲で、メジャー2枚目のシングルである。2004年2月8日にレーベルゲートCD（コピーコントロールCD）として発売（発売元はSony Music Associated Records）。後に、レーベルゲートCDではない通常盤が再発売された。
表題曲は、テレビ東京系アニメ『NARUTO -ナルト-』4代目エンディングテーマ（2004年1月7日 - 3月31日放送までの第65話から77話）。ただし、アニメへの書き下ろしではなく、知床（バンドの結成地）の若者へ向けた応援メッセージソングとしてインディーズ時代から存在していた曲である。

## 収録曲
1. ALIVE (4:42)
  - 作詞：hidemix/ハル　作曲：ハル　編曲：雷鼓[5]
2. らいおん (4:18)
  - 作詞：hidemix/ハル　作曲：ハル　編曲：雷鼓
3. ALIVE 〜Hiroki REMIX→from Dragon Ash〜 (4:28)
  - 副題にある通り、Dragon AshのギタリストHIROKIによる、表題曲のリミックス版。
4. ALIVE -Instrumental-
5. ALIVE -NARUTO〜ナルト〜Ending MIX- (1:42)

## 収録アルバム
オリジナル
- 『IN STEP』 (#1,2)

シングル発売当初ではALIVEを含む1st~3rdシングルの編曲は雷鼓単独名義となっているが、
IN STEPのクレジットでは「All Songs Produced & Arranged by 本間昭光 & 雷鼓」と記載されている。
オムニバス
- 『E.V.Junkie 2-GUITAROCKING-』 (#1)
- 『NARUTO Best Hit Collection』 (#1)